# Tourisme responsable

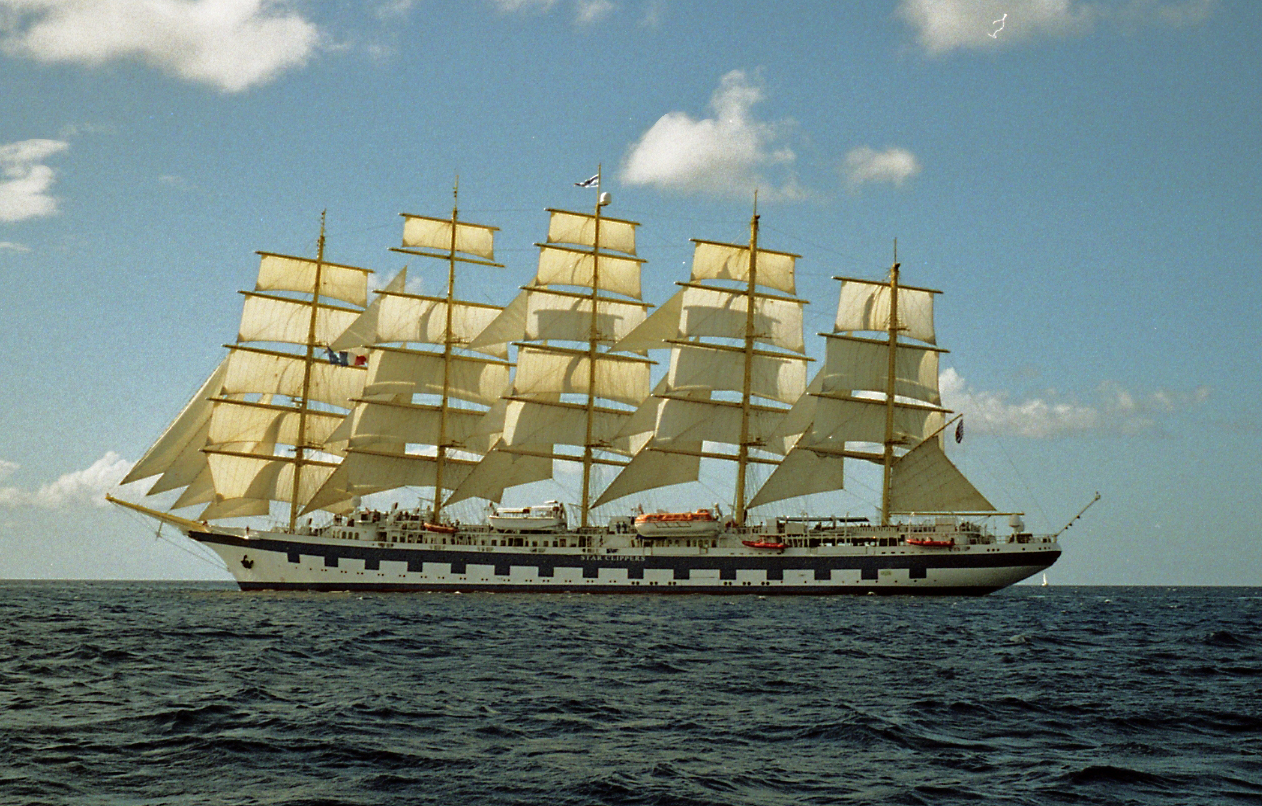
Le Royal Clipper en 2001. Ce navire de croisière dispose de voiles qui permettent de réduire son impact écologique.

Le tourisme responsable, appelé le plus souvent tourisme durable et parfois tourisme alternatif, a depuis le XXIe siècle dans plusieurs pays sensibilisés à sa nécessité visé à préserver la nature et améliorer les conditions de vie des personnes habitant toute l'année les communes visitées, en répondant aux besoins des visiteurs, professionnels et communautés d’accueil alors que le nombre de voyageurs internationaux est passé de 525 millions à plus de 1,2 milliard de 1995 à 2016,, et avec les compagnies aériennes low-cost pourrait atteindre 1,8 milliard. Surtout, 95 %  vont dans 5 % de la planète.

## Définitions, chartes et études universitaires

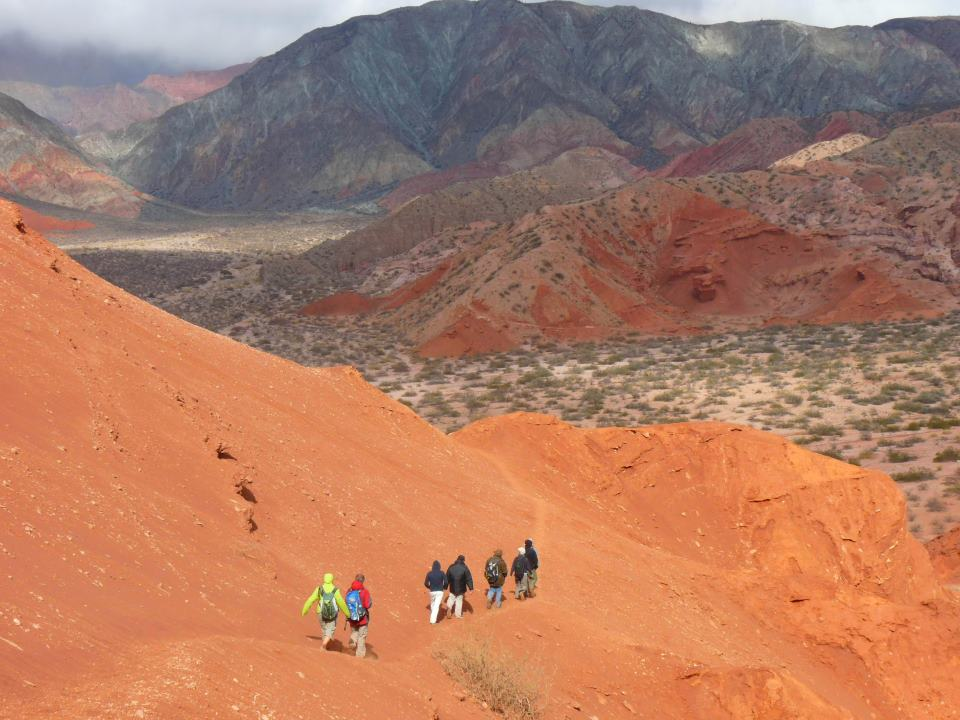
Trekking dans la Quebrada de las Conchas, Cafayate, Province de Salta, Argentine.

Le tourisme responsable a sa spécificité dans la mesure où il « regroupe l'ensemble des pratiques touristiques engagées, qu'elles soient vertes, solidaires, éthiques, sociales etc ». Il recherche des voies d'améliorations pour les trois grands piliers de l'activité touristique: « environnement, économie et social ».
Le tourisme responsable met en avant un pays ou une région, une culture, et ceux pour qui les revenus du tourisme peuvent être une source supplémentaire de moyens pour exister.
Parmi ses variantes, l'écotourisme,, le slow-tourism, le tourisme solidaire avec les pays en voie de développement, qui concentrent patrimoine environnemental et populations en difficultés, le philantourisme et l'agritourisme, façon de découvrir une région en compagnie des agriculteurs, des éleveurs et des viticulteurs qui y travaillent.

### Le tourisme responsable vu par les universitaires
Les universitaires ont constaté « une utilisation croissante d’études quantitatives sur le sujet,. Le tourisme responsable a été en particulier très étudié au Québec par les universitaires,. En Suisse, la littérature académique a analysé et proposé d'alléger dès les années 1970 les coûts du tourisme de masse: dommages sur écosystèmes, aliénation des terres, perturbations des sociétés locales, conflits d'usage, et bétonisation d'espaces.
En France, cette aspiration est observée par les géographes dès 2010, sur des sites aussi touristifiés que factices, en lien avec la « place grandissante accordée à la valeur des lieux dans le discours sur la durabilité et l’éthique », et l'apparition de «gourmets » du tourisme, qui réclament plus d’authenticité, de traditions et d’échanges. L'un d'eux, Rémy Knafou, a étudié les dysfonctionnements causés par fréquentations subies et non régulées mais préfère éviter l'expression de « surtourisme », selon lui plus un thème de saison qu'un enjeu réel, car gérables « par une politique de quotas permettant de conjuguer conservation et conditions satisfaisantes de visite ». 
Dans certaines métropoles, les habitants vivent mal « les intrusions touristiques » des « locations temporaires », courts séjours alcoolisés et autre incivilités du type enterrements de vie de garçon ou de fille, qui « rendent certains quartiers invivables ». 
En Haute-Savoie, Annecy a instauré des quotas pour les locations de courte durée. La touristophobie apparaît « inhérente au tourisme », depuis bien longtemps, le mot existant dès 1842 dans le dictionnaire de l'Académie française, selon Jean-Christophe Gay, agrégé de géographie, professeur à l'Université Côte d’Azur.
Selon le sociologue Rodolphe Christin, auteur d'un Manuel de l’anti-tourisme, le voyage « n’est plus celui de la Beat Generation et des artistes comme Arthur Rimbaud ou Antonin Artaud mais une forme de conformisme social, tandis qu'un livre de David Medioni, journaliste, et Jean Viard, sociologue, spécialiste du temps libre, propose de « réinventer ce que furent les colonies de vacances, les auberges de jeunesse ou le tourisme social », éventuellement sous une forme moderne de « vacances populaires qui seraient à la fois responsables et accessibles », pourrait constituer « l'une des réponses à la question du surtourisme ».
Selon Olivier Lazzarotti, de l'université d'Amiens, « le tourisme a une place essentielle » dans le « mouvement de patrimonialisation » de la nature et de la culture, tandis que cette patrimonialisation influence elle aussi le tourisme. Il a pris l'exemple du patrimoine mondial de l'Unesco a permis aux États-Unis de « compenser, dans l’ordre des Sept Merveilles du Monde, la déficience  en matière de monuments anciens » et la création par la même UNESCO du « patrimoine immatériel » qui selon lui, loin de « détruire » la culture, est devenu ce « qui la fait vivre, si ce n’est revivre ». La proximité de lieux du patrimoine mondial de l’UNESCO, comme celle d’un aéroport ou d’un port accueillant des bateaux de croisière, font cependant partie des critères retenus par des chercheurs européens pour répertorier la centaine de sites à surveiller le plus. Parmi eux, Bernadett Papp, chercheuse à l'European Tourism Futures Institute, aux Pays-Bas, pointe le risque de file pendant des heures ou l'impossibilité de prendre de photos tant la foule est compacte et Pascale Marcotte, professeure au Département de géographie de l'Université Laval, les nuisances aux résidents.
Jordi Gascón et Ernest Cañada, professeurs à Barcelone, le définissent comme un mouvement social en faveur de sa durabilité, via trois lignes d'action: 
- La revendication de la responsabilité des touristes, voyagistes, hôtes et institutions publiques.
- La mise en place de modèles de développement touristique spécifiques à chaque destination, avec ses variables sociales, culturelles, économiques et environnementales.
- La dénonciation des impacts négatifs sur les sociétés d'accueil, leurs écosystèmes et l'environnement, ainsi que l'accompagnement et la solidarité avec les groupes concernés.

Cette conception se rapproche de celle du Forum du tourisme responsable, regroupant diverses organisations sociales d'Espagne, constitué dans le cadre du Forum social mondial qui s’est tenu à Belém do Pará, au Brésil, en janvier et février 2009.
Dans son livre "Les Femmes aussi sont du voyage", la journaliste Lucie Azema estime que bon nombre de récits occidentaux effectués sur Instagram comportent "une collection d'images toutes faites, de sensations, d'odeurs", rapportés par des gens qui ne "voyagent que pour les confirmer".
Plusieurs expériences réussies ont tenté d'associer à "une activité touristique des pratiques de développement durable" et mis en évidence "la nécessité d’aborder la problématique du développement durable de manière globale", les interactions entre entreprises, citoyens, clients, et gouvernements étant privilégiées dans le but d'avoir un "réel impact".

### Le tourisme responsable vu par les labels, chartes et bonnes pratiques
La recherche de chartes et bonnes pratiques est apparue sur une niche de marché qui répond à une demande croissante est aussi . Une étude du Comité régional de tourisme de Bretagne a révélé que 4 vacanciers sur 5 prêtent une attention particulière à la préservation des sites qu’ils fréquentent et veulent consommer des produits locaux. Dans cette région, beaucoup de responsables de petites communes veulent « élargir la fréquentation sur l'année », comme Léonie Ollivier, chargée de mission tourisme durable à la mairie de Bréhat. Dans les Bouches-du-Rhône, les souhaits des visiteurs ont profondément changé car ils veulent de plus en plus éviter de s’agglutiner sur des plages et faire des voyages plus responsables et durables. La Côte d'Azur est confrontée elle « à sa réalité bétonnière et polluée », le Conservatoire du littoral, propriétaire des espaces remarquables, se souciant de leur forte fréquentation estivale.
Cette niche spécifique du marché du tourisme intéresse les structures de taille artisanale, qui le lient à un territoire, une communauté d'accueil, en vue de mieux répartir les revenus et d'intégrer la notion de « juste prix ».
Une autre définition privilégie la mise en œuvre d’instruments de gestion d’entreprise visant à minimiser les impacts négatifs et accroître les bénéfices de la population d’accueil. D'où la multiplication de labels basés sur de supposées bonnes pratiques.
Plusieurs chercheurs ont estimé que le tourisme responsable doit être une volonté personnelle éthique, du voyageur comme des voyagistes, plutôt qu'une démarche marketing de greenwashing de grosses structures : voyagistes, croisiéristes, transporteurs, chaînes hôtelières, sociétés de remontées mécaniques ou de parcs d'attraction, etc.
Certains opérateurs en font une pure opération marketing, mais d'autres, généralement de taille artisanale, appliquent des chartes aux critères stricts, préférant des engagements réels et éthiques, à des labels aux critères non contraignants. Pour Soline Archambault, directrice des Grands sites de France, compte s'appuyer sur une « histoire de plus de 20 ans en matière de gestion durable de la fréquentation » pour passer du surtourisme au tourisme durable et « laisser respirer » et préserver « sur la durée » les sites.
Selon Greenpeace, le tourisme responsable « ne se limite pas seulement à réduire notre empreinte carbone » mais requiert aussi de « préserver les écosystèmes et les retombées économiques et sociales pour les populations locales » par le recours à la carte européenne des véloroutes et son équivalente française, ainsi que les itinéraires à pied, via le site Mon Gr.
Plusieurs chartes existent:
- l'Organisation mondiale du tourisme promulgue un Code mondial d'éthique du tourisme de 10 articles dès son Assemblée générale à Santiago (Chili) en octobre 1999[38].
- Le groupe hôtelier français Accor déclare non seulement appliquer ce code[25], mais aussi contribuer à l’élaboration de la Charte éthique du tourisme en France[25].
- L'Association des voyageurs et voyagistes éco-responsables a publié ses propres critères en 2007 dans un ouvrage de référence[39]. Elles sont toujours en vigueur aujourd'hui[40].
- L'Association italienne du tourisme responsable[41],[13]a produit une charte nationale regroupant 63 associations et coopératives œuvrant dans le tourisme durable, qui comptait 86 membres en 2009.

### Événements du tourisme responsable
Plusieurs événements ont eu lieu dans ce domaine au XXIème siècle en France: le Forum national du tourisme responsable (FNTR) à Chambéry, en 2010, puis durant trois jours à Montpellier en 2012 , avec 65 intervenants, incluant des anthropologues et des scientifiques,
se voulant l'acte fondateur de nombreuses démarches par la suite, et le Salon international de l'écotourisme, du voyage solidaire et participatif - Grenoble décembre 2018.

## Quelques problématiques et exemples de tourisme responsable
Une enquête analysant les selfies postés sur les réseaux sociaux montre une grande concentration du surtourisme, sur fond de déséquilibre global : 80 % de l’activité touristique se concentre sur 20 % du territoire,, d'où des mesures de régulation, qu'on retrouve dans le classement des 10 villes françaises les plus fréquentées par rapport à leur population :
| Classement | Ville               | Région                     |
| 1          | Agde                | Occitanie                  |
| 2          | Chamonix-Mont-Blanc | Auvergne-Rhône-Alpes       |
| 3          | Carnac              | Bretagne                   |
| 4          | Argelès-sur-Mer     | Occitanie                  |
| 5          | Quiberon            | Bretagne                   |
| 6          | Le Lavandou         | Provence-Alpes-Côte d'Azur |
| 7          | La Grande-Motte     | Occitanie                  |
| 8          | Ramatuelle          | Provence-Alpes-Côte d'Azur |
| 9          | Saint-Raphaël       | Provence-Alpes-Côte d'Azur |
| 10         | La Baule-Escoublac  | Pays de la Loire           |

En Espagne, des mouvements anti-touristes se multiplient aux Canaries, à Barcelone, Saint-Sébastien ou encore Séville, pour dénoncer la pression immobilière et les nuisances sonores et environnementales et 56 % des Espagnols s'inquiètant de voir monter localement les prix du logement, à Barcelone, Séville, Valence, Bilbao, Malaga, Saragosse, Murcie et Madrid selon une enquête Ipsos pour l'OMT.
Le portail Holidu a analysé le nombre moyen mensuel de recherches sur Google comportant les mots clés « que faire à » et « visiter » pour les villes française de mille à dix mille habitants : Honfleur arrive en tête, suivi par Arcachon, Noirmoutier-en-l'Île, Étretat, Deauville, Lège-Cap-Ferret, Cabourg, Royan, Dinard, Les Sables-d'Olonne, Saint-Jean-de-Luz, Fontainebleau, Cassis, Biscarrosse et Dinan,,,. Ces villes ont en commun qu'elles sont principalement situées dans l'orbite de grandes métropoles (Paris, Marseille, Bordeaux ou Nantes).
Holidu a fait de même sur les villes européennes. Dubrovnik est en tête avec 36 visiteurs pour un résident, devant Venise, Bruges et Rhodes, ex-æquo avec 21 touristes par habitant. Reykjavik (16 par habitant), Florence et Héraklion (chacune 13), puis Amsterdam (12), Dublin (11) et Tallinn (10) viennent ensuite. L'UNESCO a exigé en 2017 l'instauration à Dubrovnik d'un numerus clausus de 8 000 personnes simultanées, surveillé par 116 caméras, pour maintenir son label. Les valises à roulettes y sont interdites depuis juin 2023 au centre-ville, afin de réduire les nuisances sonores, car elles dérangent les habitants,. Des caméras aux portes des remparts contrôlent les flux de touristes.
Parmi les millionnaires en habitants, Amsterdam et Paris sont les plus visitées : 12 et 9 visiteurs par résident à l'année,. Nice est 15ème ville européenne, avec 8 vacanciers par habitant (à égalité avec Athènes et Prague) et c'est la deuxième ville française du palmarès. Estimant Venise pas assez dans un « tourisme durable » et « trop dans un tourisme de masse », créant des risques de submersion, l'UNESCO veut la classer en patrimoine mondial en péril. Le "mouvement anti-touristes" y a obtenu que les paquebots soient interdits depuis le 1er août 2021, les fondations sous-marines y étant fragilisées à chaque passage.
Dans la réserve naturelle nationale des Aiguilles-Rouges, la fréquentation qui a doublé en dix ans créé un souci de préserver la végétation et la faune.
Amsterdam a en 2023 fermé un terminal de bateaux de croisière tandis qu'un rapport du Parlement européen de 2019 rappelle que Bruges a dès 1996 passé un accord avec le port de Zeebrugge pour ramener de 5 à 2 le nombre maximum simultané de navires de croisière.
Certaines villes vont jusqu'à supprimer des lignes de bus sur Google Maps, c'est notamment le cas à Barcelone où les habitants sont 30 % à ne plus supporter les touristes. La mairie, à la suite de nombreuses plaintes des riverains, a décidé de "les rendre aux habitants",, en particulier les plus empruntées par les vacanciers, notamment celle qui monte dans les ruelles escarpées vers le célèbre jardin dessiné par Antoni Gaudí, empruntée par des personnes âgées.
À Venise, pour les visiteurs d'un jour, un droit d'entrée est testé depuis le printemps 2024, avec un système de réservations pour la place Saint-Marc aux heures de pointe et la fréquentation limitée à 20 000 par jour pendant le carnaval. Très fréquentée aussi, Amsterdam a décidé un programme en sept points pour ne « plus accueillir des personnes venues seulement pour faire la fête ». Via une campagne de dissuasion, la municipalité interdit notamment la consommation du cannabis au Quartier rouge et y restreint l'usage de l'alcool. Comme Venise, Bruges pose la question du tourisme responsable, et impose le recours aux écouteurs pour les visites guidées, sous peine d'amende. Dans les Pyrénées, les élus veulent, par des parkings payants "gérer les flux du surtourisme", comme à la brèche de Roland, où s'aventurent des "marcheurs peu expérimentés et victimes d'accident".
Dans les régions de belles plages, le tourisme responsable vise à faire connaître l'intérieur des terres. En Sardaigne, la douane a saisi 40 kilos de sable cachés en 2019 dans le coffre de visiteurs et un effort environnemental vise à empêcher toute nouvelle construction sur les côtes, pour mettre en valeur la richesse paysagère,, et le potentiel de randonnée en Sardaigne, au riche patrimoine historico-culturel, parfois très ancien, au delà d'« un chapelet de criques paradisiaques ». L'Association italienne du tourisme responsable s'est impliquée via le voyagiste Sardaigne en liberté dans la valorisation de l'âne sarde, depuis la reconnaissance de transhumance en Sardaigne et en Italie par l'UNESCO.
Ailleurs, le tourisme hors-saison est encouragé par le projet européen "Expérience" de recréer du lien entre Grande-Bretagne et Bretagne, et certains prônent une limitation du nombre d'établissements touristiques, comme en Espagne, tandis que Paris a plafonné à 120 jours par an les locations en Airbnb et Amsterdam est même descendue à 30 jours. La pollution visuelle et sonore des autocars qui font tourner leur moteurs arrêtés pour garder la climatisation sont aussi dénoncées. En Italie, où le sur-tourisme affecte Florence, où les rues autour de la basilique Santa Croce sont aspergées au jet d'eau pour éviter que les touristes ne s'y attardent, Rome et Vérone, mais aussi les villages de Cinque Terre où un quota de visiteurs a failli être instauré en 2016, mais abandonné, le quotidien « La Stampa » et le correspondant du quotidien anglais « The Guardian » ont déploré des cités réduites à servir de décor à selfies, le « Grand Tour » italien des poètes allemands ou des peintres français au XVIIIe siècle n'étant plus qu'un lointain souvenir…. En Grèce, forte de 18 sites classés au patrimoine mondial de l'UNESCO et où Rhodes tente de développer le « tourisme durable » à l'instigation du Premier ministre Kyriákos Mitsotákis, un politologue a dans le quotidien athénien “I Kathimerini” craint qu'une partie de l’identité du pays disparaisse dans les nombreuses villes affectées.
Aucun site français dans le "patrimoine mondial en péril de l'Unesco" mais des files d’attente de parfois trois heures ont été constatées au ZooParc de Beauval (Loir-et-Cher) et aux jardins de Giverny (Eure). L'Alliance France Tourisme a souligné en juin 2023 que le pays, jusque-là relativement épargné, est désormais victime du « surtourisme », dans un rapport justifiant les taxes ou droits d'entrée pour « financer un tourisme durable ou la maintenance des sites ». L'Île-de-France a accueilli 50 millions de touristes en 2018 contre 33,8 millions en 2017 et 31 millions en 2016 avec de fortes concentrations à Notre-Dame de Paris (12 millions), au musée du Louvre (10,2 millions, dont 70% sont étrangers), la tour Eiffel (6 millions) ou le château de Versailles (8 millions). Pour contrarier cette tendance, 600 étudiants se portent volontaires en 2019 pour aller sur 60 sites réorienter les touristes vers des lieux moins connus. En mai 2023 dans le Vaucluse, Gordes et Lourmarin "ont été pris d'assaut" et les parkings de délestage d'un 3ème village ont échoué à contenir le flux.
Des sites naturels comme le GR 20 corse, le parc national de Port-Cros, des plages bretonnes, des ports, falaises, et phares de cette région, les calanques de Marseille, l'île de Bréhat et les châteaux de la Loire sont également "malmenés par le surtourisme", appelé aussi « hypertourisme » ou « overtourisme ». La haute-montagne n'est pas épargnée : le mont Blanc impose une réservation en refuge obligatoire aux 25 000 alpinistes annuels et depuis 2021 au lac du Lauvitel (Oisans), les bivouacs seront encadrés à partir de juin et réservés à des zones dédiées, car certaines personnes laissent leurs déchets, allument des feux, ou coupent des arbres, selon le parc national des Écrins.
Le gouvernement français a dévoilé en juin 2023 un plan pour réguler les flux touristiques, évoquant des "quotas" éventuels pour le mont Saint-Michel ou les calanques de Marseille, 3 millions de visiteurs par an, ou les îles du Frioul. Une jauge identique est souhaitée par l'association Étretat Demain, en Seine-Maritime, face à 1,5 million de visiteurs annuels, depuis la série Netflix "Lupin", gentleman cambrioleur, qui s'y déroule, dopant le "potentiel instagrammable des falaises" pour faire des selfies, les pique-niqueurs abandonnant leurs déchets. Les difficultés à se loger ont fait fuir un tiers des habitants, jugé "soûlant" ce "tourisme de quelques heures" qui les dépossède et détériore le site naturel par un piétinement qui crée des érosions précipitées des falaises.
En Irlande, portée par le succès de "destinations du nord de l'Europe" et des incitations fiscales, ou l'attrait pour les chantiers navals de Belfast, la capitale du Connemara court un grave danger de devenir réservée aux touristes et seulement en vue de l'été,. Non loin, à la suite d'une succession de chutes mortelles aux falaises de Moher. Les falaises de Moher sont le 25ème lieu mondial pour les selfies et le 4ème pour les sites naturels après le Grand Canyon, le parc national Kruger et îles Phi Phi en Thaïlande, avec 634 375 posts sur Instagram et plus de 5 millions sur TikTok, mais qui recense plus de 60 décès et d'Étretat,, un effort a été lancé pour prévenir, sur les sites surfréquentés, les décès liés aux selfies, dont le nombre a augmenté pour atteindre 259 dans le monde de 2011 à 2017 puis 379 personnes entre janvier 2008 et juillet 2021, dont 31 entre janvier et juillet 2021, selon une étude rédigée par sept scientifiques espagnols pour la Fondation iO, publiée dans le Journal of Travel Medicine. Des sièges à selfie sont notamment à l'étude en Irlande. Le village autrichien d'Hallstatt a installé des barrières pour empêcher les touristes de prendre des selfies et limité le nombre de véhicules entrant sur son territoire tandis que la jeune photographe belge Natacha de Mahieu a moqué les flux de visiteurs, par la technique du timelapse, consistant à superposer les photos prises au même lieu sur une durée pouvant atteindre une heure et demie.
S'inspirant des parcs nationaux américains, pionniers en la matière, d'autres destinations célèbres ont mis en place des permis d'entrée pour un tourisme plus responsable :
- Sur l'île de Pâques, au Chili, qui accueille 116 000 touristes par an, des séjours limités à 30 jours sont imposés depuis 2018 "pour limiter la production de déchets, difficiles à évacuer"[63] et au Machu Picchu (Pérou), parmi les Sept Merveilles du monde depuis 2007, un total de 2 500 visiteurs par jour au maximum est autorisé[63].
- Le parc national a en 2019 interdit définitivement l'ascension du rocher Uluru/Ayers Rock, qui avait reçu la visite de 395 000 personnes entre juin 2018 et juin 2019, soit 20 % de plus en un an[63].
- Au Bhoutan rouvert en septembre 2022, une taxe de 200 dollars par nuit, triplée, veut « financer un tourisme neutre en matière d'émissions de CO2 et bâtir un secteur touristique toujours plus durable »[63] et à Komodo (île), le ticket d'entrée a lui été multiplié par 18, soit environ 250 euros, depuis le 1er août 2022[63], afin de protéger les dragons de Komodo, "classés comme espèce vulnérable proche de l'extinction"[63].
- À Maya Bay, en Thaïlande, popularisée par "La Plage", film avec Leonardo DiCaprio sorti en 2000, le passage de jusqu'à 6 000 visiteurs par jour a entraîné la fermeture de la baie au public en juin 2018[63] et jusqu'à janvier 2022, afin d'obtenir une restauration complète des récifs coralliens[65]. Depuis, seuls 375 visiteurs peuvent y accéder au même moment[63].
- À Ibiza, une loi interdit depuis 2017 les locations saisonnières sans licence et limite à 623 000 le nombre de logements touristiques pour l'ensemble des îles Baléares[2]. Majorque limite depuis 2022 et pour cinq ans l'arrivée sur ses côtes à trois bateaux de croisière maximum, dont un seul « méga-paquebot ». Sa voisine Minorque limite l'accès des voitures[65].
- Au Japon, des responsables locaux ont réclamé en 2023 des mesures pour limiter l'affluence sur le plus haut sommet du Japon, le mont Fuji, accessible uniquement en été[65] tandis que l'île de Boracay, aux Philippines, a totalement fermé ses accès aux touristes, d'avril à octobre 2018, en vue d'un grand ménage car elle a été qualifiée de « fosse septique » par le président philippin[63].
- En Irlande, une réflexion est en cours sur l'accès au sommet de l'île, le Carrauntuohil, en raison de rochers instables et de la fréquentation[108], c'est aussi le cas pour les falaises de Moher, site naturel le plus visité du pays[109] avec un million et demi de visiteurs par an[110]. À l'île de Skye (Écosse), les autorités sont préoccupées par les dégradations de l'environnement[2] et à l'île de Bréhat, seuls 4 700 visiteurs quotidiens peuvent accéder du 14 juillet au 25 août[46]. Depuis l'été 2023, la réservation est obligatoire pour les îles de Port-Cros et Porquerolles, dans le Var, avec un plafond de 6 000 personnes par jour[46] mais au mont Saint-Michel, en dépit d'un "pic de 30 000 visiteurs atteint à l'Ascension"[46], le maire refuse d'y imposer des quotas, "revendiquant la liberté de circuler"[46].
- En Gironde, première destination œnotouristique avec 6,8 millions de visiteurs du vignoble[88], à Saint-Émilion, classée depuis 1999 au patrimoine mondial de l'humanité par l'UNESCO, où plus d'un million de touristes chaque année, surtout l'été, sont constatés[88], le maire s'est déclaré en juin 2023 sceptique sur une régulation du tourisme[88].
- À l'île de Noirmoutier, l'idée d'instaurer un péage sur le pont refait surface[111], tandis que l'accès, en presqu'île de Crozon, à la plage de l'île Vierge, remarquée par des revues internationales, a été interdite en 2020[111].
- Le stationnement sauvage est contrôlé à la dune du Pilat du bassin d'Arcachon, deux millions de personnes visiteurs par an et parfois 17 000 par jour[111] et le pont du Gard a fermé l'accès automobile en 2000 pour limiter à 5 500 le nombre de visiteurs simultanés[111], c'est aussi le cas depuis la fin des années 2010[111] à la presqu'île de Maguelone et son petit train gratuit et depuis 2008 au mont Canigou[111].
- Le « canoë malin », Bison futé fluvial, a été mis en place aux gorges de l'Ardèche, deux millions de touristes par an, pour éviter les embouteillages[111].
- Depuis l'été 2019, Paris réfléchit à des solutions pour limiter les autocars de tourisme, même si le tourisme de groupe ne représente que 8 % du total[5] et le musée du Louvre, où les visiteurs ne viennent voir que trois ou quatre œuvres[5], des mesures sont envisagées dès 2019.

## Chronologie historique
- 1963 : fermeture de la grotte de Lascaux pour la protéger de la respiration des 1500 visiteurs quotidiens[63], une réplique ouvre en 1983;
- 1987 : La Conférence mondiale de l’UNESCO pour l’environnement et le développement publie le rapport "Notre avenir à tous", le "Rapport Bruntland"[12];
- Avril 2019 : un sondage Comptoir des Voyages révèle que 63% des Français interrogés renonceraient à visiter un site s’il est trop fréquenté[5];
- Eté 2019 : au Mont Saint-Michel, les policiers interviennent pour désengorger les 25000 personnes par jour, Yan Galton, maire de la commune, veut "rendre touristique la baie" et pas seulement le site[5];
- Juillet 2019 : Jean-François Martins, adjoint à la Maire de Paris organise une table-ronde autour du thème: "Y’a-t-il trop de touristes à Paris?"[5];
- Août 2019 : un groupe de travail interministériel est formé et doit rendre ses conclusions en fin d’année[5];
- Eté 2022 : trois personnes décèdent de chutes en faisant des selfies aux falaises d'Etretat.

### Articles connexes

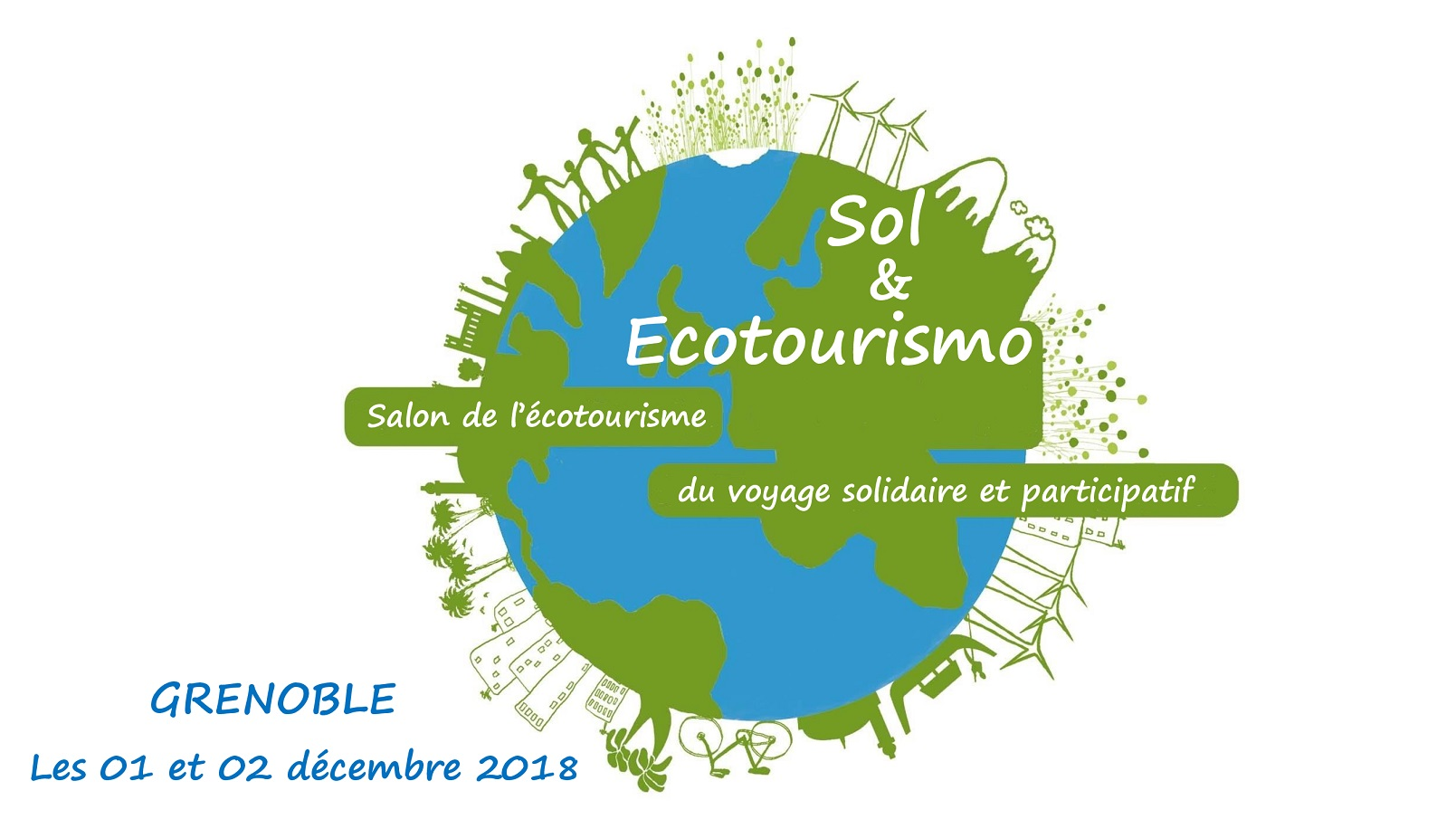
Salon international de l'écotourisme, du voyage solidaire et participatif - Grenoble - Décembre 2018